# Багаточовниковий верстат
Багаточо́вниковий верста́т — ткацький верстат, обладнаний механізмом з кількома човниками.
Застосовується для виготовлення клітчастих, крепових, складноузорчатих та інших тканин, у яких у певному порядку чергується кілька видів утоку, що відрізняються між собою кольором, номером, величиною-скручення, видом волокна тощо. Для кожного виду утоку потрібний окремий човник, а для кожного човника — окрема човникова коробка.
Багаточовниковий механізм складається з таких основних частин:
- човникової полички з секціями човникових коробок, розташованих на кінцях бруса;
- пристрою для переміщення човникових коробок при заміні човників;
- пристрою, що забезпечує певний порядок зміни човників з різним утоком.